# 艾美特
艾美特電器(深圳)有限公司，前身是臺灣東富電器（位於臺南市）轄下轉投資─威昂電器發展(深圳)有限公司，座落於深圳寶安區石岩鎮，是專門生產製造家電的知名企業。創辦人史鴻堯於1991年在深圳設立威昂電器，創廠初期僅做OEM，不久經營團隊有感代工利潤有限，便成立研發部同時為客人做OBM。1997年，時任執行副總的蔡正富先生，主張發展中國內銷市場，經營團隊在深思後，決定支持他的主張，並投入資金打造自有品牌－艾美特，其品牌名称源於空气良伴(Airmate)，不久也將公司名稱更名為艾美特電器(深圳)有限公司，並於隔年與東富電器完全切割。

## 空氣相關技術
經過十幾年的努力，艾美特現已成為全球銷量第一的電暖器品牌，同時他的電風扇也是僅次於自主品牌美的電器的全球銷量第二，2008年營收達70億台幣。
2010年艾美特宣佈將旗下高價研發中心設在發跡地臺南，並將與國立成功大學進行合作。